# 格日朝鲁苏木
格日朝鲁苏木，是中华人民共和国内蒙古自治区通辽市扎鲁特旗下辖的一个乡镇级行政单位。

## 行政区划
格日朝鲁苏木下辖以下地区：
格日朝鲁嘎查、敖都木嘎查、巴彦巨日合嘎查、巴彦胡硕嘎查、霍格图嘎查、查干敖包嘎查、宝日胡硕嘎查、哈日吉嘎查、哈达艾里嘎查、查干额日格嘎查、恩和敖宝嘎查、霍日格嘎查、巴彦宝力皋嘎查、敖包艾里嘎查、塔拉艾里嘎查和芒哈图嘎查。